# أكمية شوكية
أكمية شوكية (الاسم العلمي:Aechmea echinata) هي نوع من النباتات تتبع جنس الأكمية من الفصيلة البروميلية.